# Terminiers
Terminiers település Franciaországban, Eure-et-Loir megyében. Lakosainak száma 881 fő (2022. január 1.). Terminiers Guillonville, Loigny-la-Bataille, Lumeau, Patay, Rouvray-Sainte-Croix és Sougy községekkel határos.

## Népesség
A település népessége az elmúlt években az alábbi módon változott:
| Lakosok száma | 865  | 762  | 835  | 955  | 941  | 926  | 903  | 889  | 882  | 881  |
|               | 1968 | 1982 | 1990 | 2006 | 2013 | 2015 | 2017 | 2019 | 2020 | 2022 |